# Lyubana prolongata
Lyubana prolongata is een vliesvleugelig insect uit de familie Pteromalidae. De wetenschappelijke naam is voor het eerst geldig gepubliceerd in 1997 door Xiao & Huang.